# Results (film)
Results è un film del 2015 diretto da Andrew Bujalski.

## Riconoscimenti
- 2015 - Gotham Awards[1]
  - Candidatura per il Miglior attore a Kevin Corrigan